# Woodbend Crescent (Alberta)
Woodbend Crescent est une communauté située dans la province d'Alberta, dans le centre.